# Odeon Leicester Square
El Odeon Leicester Square es un cine que ocupa el centro del lado este de la Leicester Square de Londres y domina la plaza con su gran fachada de granito negro pulido y su torre de 37 metros de altura. Unas características luces azules de neón dibujan el contorno del edificio por la noche. Fue construido para ser el buque insignia del Odeon Cinema Circuit de Oscar Deutsch y todavía mantiene esta posición en la actualidad. Alberga numerosos estrenos de cine europeos y mundiales, incluida la anual Royal Film Performance.

## Historia
El Odeon fue completado por Sir Robert McAlpine en 1937 según el diseño de Harry Weedon y Andrew Mather, en el emplazamiento de los baños turcos y el adyacente Alhambra Theatre, un gran music hall que databa de la década de 1850. La parcela costó £550 000, y el cine se tardó en construir siete meses con un coste de £232 755. Tenía 2116 asientos, y la noche de su estreno fue el martes 2 de noviembre de 1937; la película emitida esa noche fue The Prisoner of Zenda.
El interior era un magnífico auditorio de estilo art déco, con techo ondulado y paredes laterales, que tenía iluminación oculta y dos bajorrelieves de ninfas desnudas en los muros frontales, colocados como si estuvieran saltando hacia la pantalla. Todos los asientos estaban revestidos con piel de leopardo de imitación. En 1967 una renovación eliminó muchos de los elementos originales, y toda la escayola ondulada desde el balcón hasta el proscenio fue sustituida por acabados lisos. En 1998 una renovación incluía nuevas versiones de algunos detalles perdidos, incluidas las figuras y el patrón de tapizado de los asientos.
La primera pantalla ancha (relación de aspecto 1,66:1) instalada en Gran Bretaña se estrenó el 14 de mayo de 1953 con la película Tonight We Sing. El estreno británico del cinemascope (relación de aspecto 2,55:1) se produjo poco después, el 19 de noviembre de 1953, con La túnica sagrada. El primer cine que usó cinemascope en Londres fue el Odeon Tottenham Court Road (9 de junio de 1953), que fue también el lugar de la primera proyección de Cinerama.
En 2007 se concedió al ingeniero jefe del teatro, Nigel Wolland, la Orden del Imperio Británico por sus servicios a la industria del cine. Al gerente general del teatro, Chris Hilton, también se le concedió en 2010 la Orden del Imperio Británico por sus servicios a la industria del cine. Tras la jubilación de Nigel Wolland en 2006, Mark Nice fue designado ingeniero jefe del cine. Mark Nice ha sido promovido recientemente a la posición de ingeniero Odeon y Toni Purvis ha asumido el papel de gerente de operaciones digitales.
Odeon planea una renovación completa con un coste previsto de entre 10 y 15 millones de libras y la intención de mantener su carácter. El edificio seguirá siendo un cine de una pantalla con patio de butacas y palcos.

## Especificaciones técnicas

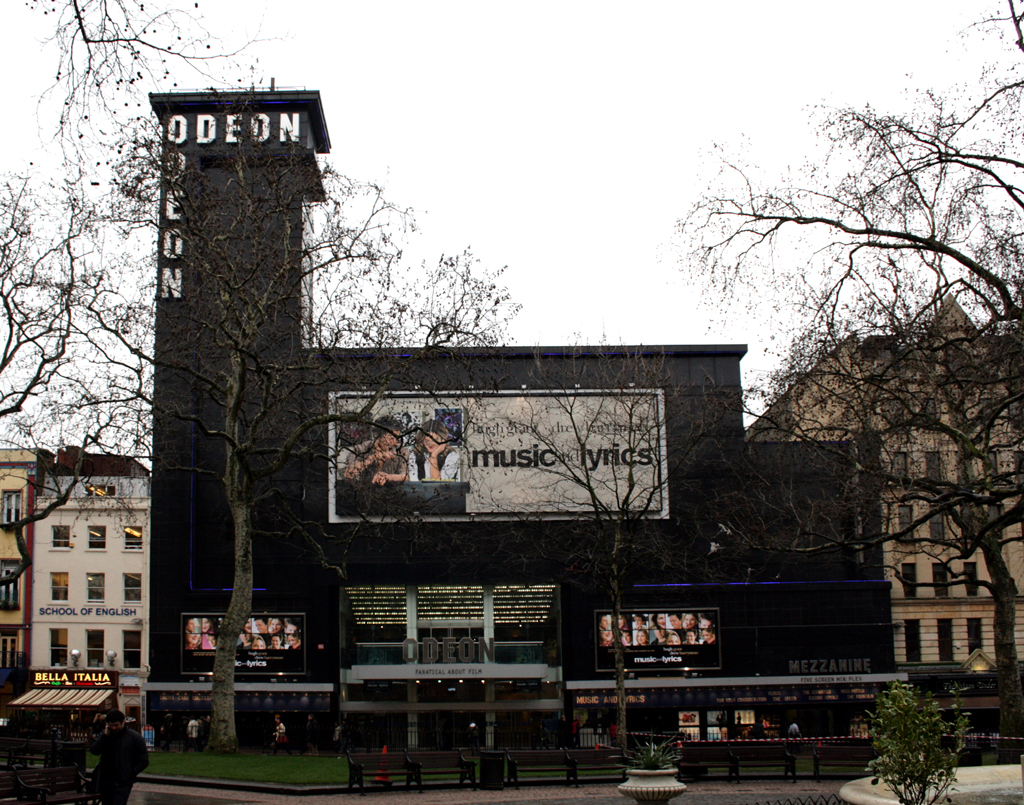
El Odeon visto desde Leicester Square.

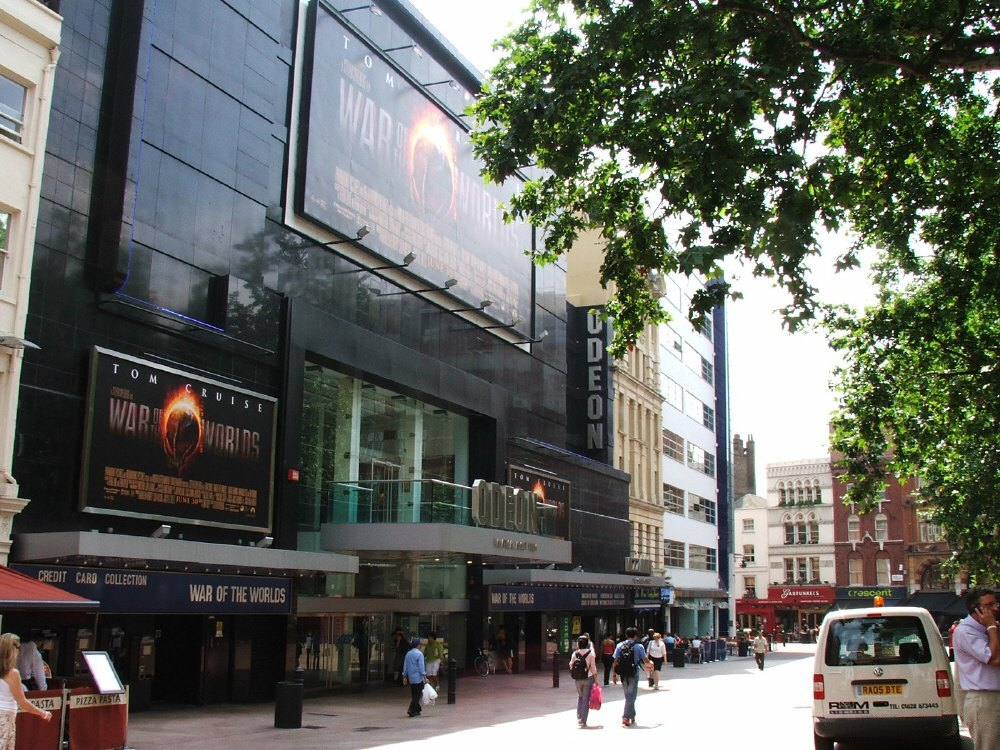
La entrada del Odeon Leicester Square.

El Odeon es el cine de una sola pantalla más grande del Reino Unido y uno de los pocos cuyo patio de butacas y los palcos se conservan intactos. El cine está totalmente equipado para emitir películas en 35mm, 70mm y formato digital en una pantalla de 15 m de ancho. Además, dispone de amplias instalaciones escénicas para los ocasionales espectáculos en vivo.
El cine tiene todavía un órgano Compton en funcionamiento, cuya consola se ilumina desde dentro con luces de colores, y una cortina de seguridad decorada con motivos art déco típicos de los años treinta. También hay dos conjuntos de cortinas usadas en la mayor parte de las actuaciones. El cine alberga los sistemas de sonido digital más importantes: SDDS, Dolby Digital y DTS. Tuvo la primera pantalla ancha del Reino Unido, instalada en 1953, y más recientemente, fue el primer cine que tuvo un proyector digital, instalado en 1999.
Actualmente hay 1683 asientos (reducidos de los casi dos mil originales para permitir una mayor espacio para las piernas) con un gran bar circular e incluso una Royal Retiring Room para los monarcas que visiten el cine. Los asientos están divididos entre el Royal Circle (palco real), el Rear Circle (palco trasero) y los Stalls (patio de butacas).
En marzo de 2011, todas las pantallas del cine se convirtieron a proyección digital con capacidades 3D. Hasta 2009 el cine y los distribuidores no tenían fe en la fiabilidad de las presentaciones digitales, por lo que el cine avanzaba una cinta de 35mm en paralelo. Si la proyección digital fallaba, el proyeccionista cambiaba a la cinta. Si ese proyector fallaba entonces, la representación sería abandonada. Se ha conservado un proyector de 35mm/70mm, que se ha usado para películas recientes en 70mm como Los odiosos ocho, Interstellar y Dunkerque. Para las películas 3D se usa una pantalla plateada, colocada delante de la pantalla blanca usada para las películas 2D. La pantalla plateada es ligeramente más pequeña y no se usan cortinas durante las proyecciones 3D. La mayor parte de los proyeccionistas del Odeon se jubilaron o fueron despedidos en 2011. Las presentaciones están actualmente automatizadas.

## Odeon Studios
Insertado en lo que era antiguamente un callejón que discurre junto al edificio principal, están los Odeon Studios, un mini-plex que contiene cinco auditorios mucho más pequeños, cada uno de los cuales tiene una capacidad para entre cincuenta y sesenta clientes. Se llamó originalmente Odeon Mezzanine, pero fue renombrado en 2012 después de una renovación.